# Cherry Arai
Pour les articles homonymes, voir Arai (homonymie).
荒井 チェリー (Arai Cherī)
Œuvres principales
- Sansha sanyō (en)
- Mikakunin de shinkōkei (en)

Cherry Arai (荒井 チェリー, Arai Cherī), née dans la préfecture de Fukushima, est une mangaka connue pour ses œuvres Mikakunin de shinkōkei (en) et Sansha sanyō (en).

## Biographie
Cherry Arai commence sa carrière en dessinant une anthologie d'un jeu vidéo pour Studio DNA (スタジオDNA, Sutajio Dīenuē) sous le nom Ryo Tsushima (津島 亮, Tsushima Ryō). Elle commence son premier manga, Sansha sanyō (en), sérialisé dans le magazine Manga Time Kirara (en) de Hōbunsha. Elle change alors son nom pour Cherry Arai. Dans les années qui suivent, elle écrit plusieurs mangas, principalement sérialisés chez Hōbunsha et Ichijinsha, et devient l'une des mangaka les plus actives durant le pic des mangas moe yonkoma vers la fin des années 2000. À son apogée, ses œuvres étaient publiées dans les quatre magazines Manga Time Kirara. En 2009, elle commence son manga Mikakunin de shinkōkei, sérialisé dans le magazine Manga Yonkoma KINGS Palette (ja).
Outre le manga sérialisé, elle fait aussi partie de plusieurs cercles amateurs, dont Zundamochi Shimai (ずんだもち姉妹) de Chiki Nonohara (ja) (野々原 ちき). Elle tient aussi son propre cercle, appelé - C -. Elle vit à Kōriyama, dans sa préfecture d'origine, et a notamment participé au projet de Moe no Sakura (萌えの桜), qui utilise des jeunes personnages animés adaptés de vrais personnes comme Yamamoto Yaeko pour augmenter le tourisme. En mars 2011, après l'accident nucléaire de Fukushima, le projet a été mis sur pause, mais a recommencé en juillet. 
Son manga Mikakunin de shinkōkei est adapté en série d'animation en janvier 2014. En avril 2016, Sansha sanyō est à son tour adapté en anime,. En octobre 2018, l'autrice annonce la fin de Sansha sanyō dans deux chapitres. En juin 2019, Arai commence son manga Musunde, Tsunaide, centré sur l'histoire de deux filles, Kanako et Tsunagu. La sérialisation de Musunde Tsunaide termine en septembre 2022.

## Principales œuvres
- Sansha sanyō (en) (三者三葉?), sérialisé dans Manga Time Kirara (en) des numéros de février 2003 à janvier 2019, publié en quatorze volumes par Hōbunsha de 2004 à 2019.
- Mio nikki (ja) (みおにっき?), sérialisé dans Manga Home (en) des numéros de mars 2004 à février 2006, publié en un volume par Hōbunsha en 2006.
- Yuka nisshi (ja) (ゆかにっし?), sérialisé dans Manga Time (en) des numéros d'avril 2004 à mars 2006, publié en un volume par Hōbunsha en 2006.
- Magic Number (マジックナンバー, Majikku Nanbā?), sérialisé dans COMIC Gyutto! (ja) (éditions Heiwa Shuppan (ja)) de juillet 2004 à décembre 2004.
- Wonderful Days (ja) (ワンダフルデイズ, Wandafuru Deizu?), sérialisé dans Manga Time Kirara Max des numéros de juillet 2004 à août 2012, publié en six volumes par Hōbunsha de 2006 à 2012 et deux volumes pour l'édition révisée de 2016.
- Kimi to boku wo tsunagumono (ja) (キミとボクをつなぐもの?), sérialisé dans Manga Time Kirara Forward (en) de mars 2006 à janvier 2009, publié en un volume par Hōbunsha en 2009.
- Itsuka mata kaeru (いつかまたかえる?), sérialisé dans Manga Yonkoma KINGS Palette (ja) de septembre 2006 à mars 2009, publié en un volume par Ichijinsha en 2009.
- Happy Trails (ja) (ハッピーとれいるず!, Happī toreiruzu?), sérialisé dans Manga Time Kirara Carat (en) des numéros de février 2007 à juillet 2008, publié en un volume par Hōbunsha en 2008.
- Seinaru Megumi (ja) (せいなるめぐみ?), sérialisé dans Manga Time Kirara Carat des numéros de mai 2009 à décembre 2011, publié en deux volumes par Hōbunsha en 2010 et en 2011.
- (en cours) Mikakunin de shinkōkei (en) (未確認で進行形?), sérialisé dans Manga Yonkoma KINGS Palette des numéros de juin 2009 à avril 2022, puis dans Monthly Comic Rex depuis le numéro de juin 2022, treize volumes publiés par Ichijinsha en date de 2023.
- Ichigo no haitta sōda mizu (ja) (いちごの入ったソーダ水?), sérialisé dans Manga Time Kirara Max des numéros de novembre 2012 à mars 2018, publié en quatre volumes par Hōbunsha de 2014 à 2018.
- (en cours) Musunde, tsunaide (むすんで、つないで。?), sérialisé dans Manga Time Kirara des numéros de juillet 2019 à octobre 2022, deux volumes publiés par Hōbunsha en date de 2023[8].